# Liste der Kulturdenkmäler in Karben
Die folgende Liste enthält die in der Denkmaltopographie ausgewiesenen Kulturdenkmäler auf dem Gebiet  der  Stadt Karben, Wetteraukreis, Hessen.
Hinweis: Die Reihenfolge der Denkmäler in dieser Liste orientiert sich zunächst an Stadtteilen und anschließend der Anschrift, alternativ ist sie auch nach der Bezeichnung, der vom Landesamt für Denkmalpflege vergebenen Nummer oder der Bauzeit sortierbar.
Kulturdenkmäler werden fortlaufend im Denkmalverzeichnis des Landes Hessen durch das Landesamt für Denkmalpflege Hessen auf Basis des Hessischen Denkmalschutzgesetzes (HDSchG) geführt. Die Schutzwürdigkeit eines Kulturdenkmals hängt nicht von der Eintragung in das Denkmalverzeichnis des Landes Hessen oder der Veröffentlichung in der Denkmaltopographie ab.

## Burg-Gräfenrode
| Bild               | Bezeichnung            | Lage                                                     | Beschreibung | Bauzeit | Objekt-Nr. |
| ------------------ | ---------------------- | -------------------------------------------------------- | --- | ------- | ---------- |
| Bild gesucht BW    |                        | Berliner Straße 3a LageFlur: 1, Flurstück: 144/9         | |         | 5923 DDB   |
| Bild gesucht BW    |                        | Berliner Straße 6 LageFlur: 1, Flurstück: 31/1           | |         | 5925 DDB   |
| Berliner Straße 10 |                        | Berliner Straße 10 LageFlur: 1, Flurstück: 27/1          | |         | 5927 DDB   |
| Berliner Straße 22 |                        | Berliner Straße 22 LageFlur: 1, Flurstück: 13/2          | |         | 5929 DDB   |
| Berliner Straße 24 |                        | Berliner Straße 24 LageFlur: 1, Flurstück: 11            | |         | 5931 DDB   |
| weitere Bilder     | Oberburg               | Burgstraße 13 LageFlur: 1, Flurstück: 75/1               | |         | 5933 DDB   |
| Bild gesucht BW    | Jüdischer Friedhof     | Einsiedel LageFlur: 2, Flurstück: 27                     | |         | 5942 DDB   |
| Bild gesucht BW    | Gesamtanlage Marienhof | Lage                                                     | |         | 5921 DDB   |
| Bild gesucht BW    | Gesamtanlage Ortskern  | Lage                                                     | Die Gesamtanlage Burg-Gräfenrode verbindet entlang der Weißenburgstraße die Oberburg im Norden, die als Kern der hochmittelalterlichen Rodungssiedlung anzusehen ist, mit dem Amtshof (Weißenburgstraße 19) als südlichen Gegenpol. |         | 5919 DDB   |
| weitere Bilder     |                        | Nieder-Wöllstädter Straße 4 LageFlur: 1, Flurstück: 94/2 | |         | 5937 DDB   |
| weitere Bilder     |                        | Nieder-Wöllstädter Straße 6 LageFlur: 1, Flurstück: 94/2 | |         | 30579 DDB  |
| weitere Bilder     | Ev. Pfarrkirche        | Weißenburgstraße 5 LageFlur: 1, Flurstück: 119/2         | |         | 5940 DDB   |

## Groß-Karben
| Bild                                                           | Bezeichnung                                                            | Lage                                                                                    | Beschreibung | Bauzeit | Objekt-Nr. |
| -------------------------------------------------------------- | ---------------------------------------------------------------------- | --------------------------------------------------------------------------------------- | --- | ------- | ---------- |
|                                                                |                                                                        | Brückmannscher Hof 1 LageFlur: 1, Flurstück: 283/1                                      | |         | 5960 DDB   |
| Selzerbrunnen, heutige Kelterei Rapps                          | Selzerbrunnen                                                          | Brunnenstraße 1 LageFlur: 2, Flurstück: 3                                               | |         | 5950 DDB   |
| Ehem. Gaststätte am Selzerbrunnen, Groß Karben, heutiges JuKuz | Ehem. Gaststätte am Selzerbrunnen                                      | Brunnenstraße 2 LageFlur: 2, Flurstück: 4, 6/1                                          | |         | 5952 DDB   |
| weitere Bilder                                                 | Schloß der Freiherren von Leonhardi                                    | Burg-Gräfenröder Straße 2 LageFlur: 1, Flurstück: 149                                   | |         | 5954 DDB   |
| weitere Bilder                                                 | Ev. Pfarrkirche mit Kirchhof und Gedenkstätten                         | Burg-Gräfenröder Straße 4 LageFlur: 1, Flurstück: 137                                   | 1378 zum ersten Mal erwähnt als Kapelle, enthält Reste eines mittelalterlichen Freskos der Leidensgeschichte Jesu im Altarraum, Bürgy-Orgel des 18. Jahrhunderts, Glocke aus dem 15. Jahrhundert |         | 5956 DDB   |
| Pfarrhaus                                                      | Pfarrhaus                                                              | Burg-Gräfenröder Straße 8 LageFlur: 1, Flurstück: 136/2                                 | Pfarrhaus von 1883, erbaut anstelle eines Vorgängerbaus von 1686 | 1883    | 5958 DDB   |
| Bild gesucht BW                                                | Gesamtanlage Ortskern                                                  | Lage                                                                                    | |         | 5946 DDB   |
| Bild gesucht BW                                                | Gesamtanlage Selzer- und Taunusbrunnen                                 | Lage                                                                                    | |         | 5948 DDB   |
| weitere Bilder                                                 | Jüdischer Friedhof                                                     | Heldenberger Straße LageFlur: 15, Flurstück: 49                                         | |         | 5964 DDB   |
|                                                                |                                                                        | Heldenberger Straße 13 LageFlur: 1, Flurstück: 281                                      | |         | 5962 DDB   |
| weitere Bilder                                                 | Ehem. Schule                                                           | Parkstraße 8 LageFlur: 1, Flurstück: 403/1                                              | |         | 30577 DDB  |
| weitere Bilder                                                 | Gärtnerhaus des Schlossparks                                           | Parkstraße 10 LageFlur: 1, Flurstück: 147/2                                             | |         | 5966 DDB   |
| weitere Bilder                                                 | Park westlich des Leonhardi'schen Schlosses mit Kapelle und Taufbecken | Parkstraße o. Nr. LageFlur: 1, Flurstück: 147/4, 409/3, 409/4, 405, 408/5, 408/2, 147/5 | |         | 5968 DDB   |
| Ehem. Degenfeld'sches Schloß                                   | Ehem. Degenfeld'sches Schloß                                           | Westliche Ringstraße 2 LageFlur: 1, Flurstück: 145                                      | |         | 5970 DDB   |
|                                                                |                                                                        | Westliche Ringstraße 13 LageFlur: 1, Flurstück: 109                                     | |         | 5972 DDB   |

## Klein-Karben
| Bild                  | Bezeichnung                                                            | Lage                                                  | Beschreibung                 | Bauzeit | Objekt-Nr. |
| --------------------- | ---------------------------------------------------------------------- | ----------------------------------------------------- | ---------------------------- | ------- | ---------- |
| weitere Bilder        | Peter-Geibel-Haus                                                      | An der Treppe 8 LageFlur: 1, Flurstück: 399           | Geburtshaus von Peter Geibel |         | 5978 DDB   |
| weitere Bilder        | Jüdischer Friedhof                                                     | Außenliegend Lage                                     |                              |         | 6000 DDB   |
| weitere Bilder        |                                                                        | Dortelweiler Straße 1 LageFlur: 1, Flurstück: 330/1   |                              |         | 5980 DDB   |
| Dortelweiler Straße 3 |                                                                        | Dortelweiler Straße 3 LageFlur: 1, Flurstück: 329/1   |                              |         | 5982 DDB   |
| Bild gesucht BW       | Gesamtanlage Klein-Karben                                              | Lage                                                  |                              |         | 5976 DDB   |
| Spritzenhaus          | Spritzenhaus                                                           | Kirchgasse 13 LageFlur: 1, Flurstück: 1/2             |                              |         | 5986 DDB   |
| weitere Bilder        | Ev. Pfarrkirche, ehem. St. Michael, mit Resten der Kirchhofbefestigung | Kirchgasse 14 LageFlur: 1, Flurstück: 1/1             |                              |         | 5988 DDB   |
| weitere Bilder        | Brunnen                                                                | Peter-Geibel-Platz o. Nr. LageFlur: 1, Flurstück: 548 |                              |         | 5990 DDB   |
| weitere Bilder        |                                                                        | Rathausstraße 1 LageFlur: 1, Flurstück: 25            |                              |         | 5992 DDB   |
| weitere Bilder        |                                                                        | Rathausstraße 5 LageFlur: 1, Flurstück: 27            |                              |         | 5994 DDB   |
| weitere Bilder        | Ehem. Schule                                                           | Rathausstraße 35 LageFlur: 1, Flurstück: 195/1        |                              |         | 5996 DDB   |
| weitere Bilder        |                                                                        | Rendeler Straße 23 LageFlur: 1, Flurstück: 41/1       |                              |         | 5998 DDB   |

## Kloppenheim
| Bild                                               | Bezeichnung                                        | Lage                                                                                                   | Beschreibung                                           | Bauzeit | Objekt-Nr. |
| -------------------------------------------------- | -------------------------------------------------- | --- | ------------------------------------------------------ | ------- | ---------- |
| Kreuzigung Christi auf dem Kloppenheimer Friedhof  | Kreuzigung Christi auf dem Kloppenheimer Friedhof  | Am Schloß 1 LageFlur: 1, Flurstück: 121/4                                                              |                                                        |         | 6009 DDB   |
| Ehem. Deutschordensschloss                         | Ehem. Deutschordensschloss                         | Am Schloß 16-20 LageFlur: 1, Flurstück: 165/1, 166/2 und 166/4                                         |                                                        |         | 6007 DDB   |
| Bahnhof Groß-Karben                                | Bahnhof Groß-Karben                                | Bahnhofstraße 200 LageFlur: 7, Flurstück: 224/17                                                       |                                                        |         | 6011 DDB   |
| Streckenwärteranwesen                              | Streckenwärteranwesen                              | Bahnhofstraße 201 LageFlur: 7, Flurstück: 224/16                                                       |                                                        |         | 6013 DDB   |
| Taunusbrunnen, Brunnenstr. 32-34, Kloppenheim      | Taunusbrunnen                                      | Brunnenstraße 32/34 LageFlur: 7, Flurstück: 130                                                        |                                                        |         | 6015 DDB   |
| Wasserbehälter                                     | Wasserbehälter                                     | Frankfurter Straße LageFlur: 5, Flurstück: 9                                                           |                                                        |         | 6021 DDB   |
| Wegekreuz                                          | Wegekreuz                                          | Frankfurter Straße LageFlur: 5, Flurstück: 11                                                          |                                                        |         | 6023 DDB   |
| 'Planmäßige Ortsneuanlage von 1756' Sachgesamtheit | 'Planmäßige Ortsneuanlage von 1756' Sachgesamtheit | Frankfurter Straße 8, 10, 14, 18/20, 24 und 33 LageFlur: 1, Flurstück: 66, 65, 63, 61, 59/2, 110, 99/2 |                                                        |         | 6017 DDB   |
| Beweinung Christi                                  | Beweinung Christi                                  | Frankfurter Straße o. Nr. LageFlur: 1, Flurstück: 283                                                  | Eine Pietà, in Sandstein gearbeitet aus dem Jahr 1772. |         | 6019 DDB   |
| Gesamtanlage Ortskern                              | Gesamtanlage Ortskern                              | Lage                                                                                                   |                                                        |         | 6004 DDB   |
| Gesamtanlage Taunusbrunnen                         | Gesamtanlage Taunusbrunnen                         | Lage                                                                                                   |                                                        |         | 6005 DDB   |

## Okarben
| Bild                                          | Bezeichnung              | Lage                                                | Beschreibung                            | Bauzeit | Objekt-Nr. |
| --------------------------------------------- | ------------------------ | --------------------------------------------------- | --------------------------------------- | ------- | ---------- |
| Bild gesucht BW                               | Gesamtanlage Okarben     | Lage                                                |                                         |         | 6026 DDB   |
| weitere Bilder                                | Evangelische Pfarrkirche | Hauptstraße 39 LageFlur: 1, Flurstück: 142          |                                         |         | 6030 DDB   |
|                                               |                          | Hauptstraße 41 LageFlur: 1, Flurstück: 143/1        |                                         |         | 6032 DDB   |
| Ritterhof, Hauptstr. 48                       | 'Ritterhof'              | Hauptstraße 43 LageFlur: 1, Flurstück: 146/3        |                                         |         | 6034 DDB   |
| 'Karlshof'                                    | 'Karlshof'               | Hauptstraße 48 LageFlur: 1, Flurstück: 128/1        |                                         |         | 6036 DDB   |
|                                               |                          | Hauptstraße 54 LageFlur: 1, Flurstück: 120/1        |                                         |         | 6038 DDB   |
| Hauptstr. 84, Okarben (ehemals Mütterzentrum) |                          | Hauptstraße 84 LageFlur: 1, Flurstück: 289/2        |                                         |         | 6040 DDB   |
| Ziehbrunnen                                   | Ziehbrunnen              | Hauptstraße o. Nr. LageFlur: 1, Flurstück: 493      |                                         |         | 6028 DDB   |
| Bild gesucht BW                               |                          | Tränkgasse 1 LageFlur: 1, Flurstück: 156/1          |                                         |         | 6042 DDB   |
|                                               |                          | Untergasse 30/32 LageFlur: 1, Flurstück: 62/7, 63/3 | Wohngebäude im Stil der Neo-Renaissance |         | 6044 DDB   |
|                                               |                          | Untergasse 36 LageFlur: 1, Flurstück: 74/7          |                                         |         | 6046 DDB   |
|                                               |                          | Untergasse 40 LageFlur: 1, Flurstück: 73/2          |                                         |         | 6048 DDB   |

## Petterweil
| Bild                     | Bezeichnung                   | Lage                                                    | Beschreibung                                  | Bauzeit | Objekt-Nr. |
| ------------------------ | ----------------------------- | ------------------------------------------------------- | --------------------------------------------- | ------- | ---------- |
| Bild gesucht BW          | Gesamtanlage Petterweil       | Lage                                                    |                                               |         | 6052 DDB   |
| Bild gesucht BW          |                               | Alte Haingasse 10 LageFlur: 1, Flurstück: 94            |                                               |         | 6054 DDB   |
| Ev. Pfarrhaus            | Ev. Pfarrhaus                 | Alte Haingasse 42 LageFlur: 1, Flurstück: 13/1          |                                               |         | 6056 DDB   |
| Evangelische Pfarrkirche | Evangelische Pfarrkirche      | Alte Heerstraße 1 LageFlur: 1, Flurstück: 52/1          |                                               |         | 6058 DDB   |
| Bild gesucht BW          | Gemeindehaus mit Gedenkstätte | Alte Heerstraße 3 LageFlur: 1, Flurstück: 53/1          |                                               |         | 6060 DDB   |
| Bild gesucht BW          |                               | Alte Heerstraße 12 LageFlur: 1, Flurstück: 220          |                                               |         | 6062 DDB   |
| Bild gesucht BW          |                               | Alte Heerstraße 13 LageFlur: 1, Flurstück: 80/2         |                                               |         | 6064 DDB   |
| Ehem. Solms'scher Hof    | Ehem. Solms'scher Hof         | Martins-Kirchgasse 6 LageFlur: 1, Flurstück: 48/1, 48/2 |                                               |         | 6066 DDB   |
| Bild gesucht BW          |                               | Rodheimer Straße 1 LageFlur: 1, Flurstück: 281          | Teil der Gesamtanlage Petterweil              |         | 945404     |
| Robert-Blum-Denkmal      | Robert-Blum-Denkmal           | Rodheimer Straße o. Nr. LageFlur: 1, Flurstück: 398/4   |                                               |         | 6070 DDB   |
| Schloß Petterweil        | Schloß Petterweil             | Schloßstraße 4 LageFlur: 1, Flurstück: 274/1            |                                               |         | 6072 DDB   |
| Ehem. Gemeindehaus       | Ehem. Gemeindehaus            | Schloßstraße 6 LageFlur: 1, Flurstück: 276/1            |                                               |         | 6074 DDB   |
| Bild gesucht BW          |                               | Schwengelgasse 1 LageFlur: 1, Flurstück: 226            | Bruchsteinscheune, jetzt als Wohnhaus genutzt |         | 6076 DDB   |
| Bild gesucht BW          |                               | Steingasse 9 LageFlur: 1, Flurstück: 64                 |                                               |         | 6078 DDB   |
| Bild gesucht BW          |                               | Steingasse 13 LageFlur: 1, Flurstück: 2/1               |                                               |         | 6080 DDB   |

## Rendel
| Bild                       | Bezeichnung                | Lage                                                     | Beschreibung                                                                                       | Bauzeit | Objekt-Nr. |
| -------------------------- | -------------------------- | -------------------------------------------------------- | -------------------------------------------------------------------------------------------------- | ------- | ---------- |
| weitere Bilder             |                            | Bäckergasse 12 LageFlur: 1, Flurstück: 241               | |         | 6086 DDB   |
| weitere Bilder             |                            | Dorfelder Straße 11 LageFlur: 1, Flurstück: 328          | |         | 6087 DDB   |
| Wasserpumpstation von 1907 | Wasserpumpstation von 1907 | Dorfelder Straße o. Nr. LageFlur: 9, Flurstück: 81       | Rendeler Pumpe: Erhaltene Wassersäulenpumpe, die Rendel bis 1971 autark mit Trinkwasser versorgte. |         | 6089 DDB   |
| Gesamtanlage Rendel        | Gesamtanlage Rendel        | Lage                                                     | |         | 6084 DDB   |
| weitere Bilder             |                            | Haingasse 1 LageFlur: 1, Flurstück: 395/2                | |         | 6091 DDB   |
| Rathaus                    | Rathaus                    | Klein-Karbener Straße 1 LageFlur: 1, Flurstück: 36/2     | |         | 6093 DDB   |
| weitere Bilder             | Ehemalige Schule           | Klein-Karbener Straße 3 LageFlur: 1, Flurstück: 38/1     | |         | 6095 DDB   |
| weitere Bilder             | Evangelische Pfarrkirche   | Klein-Karbener Straße 5 LageFlur: 1, Flurstück: 39/2, 40 | |         | 6097 DDB   |
| weitere Bilder             |                            | Lindenplatz 1 LageFlur: 1, Flurstück: 152/3              | |         | 6099 DDB   |
|                            |                            | Obergasse 2 LageFlur: 1, Flurstück: 409/2                | |         | 6101 DDB   |
| weitere Bilder             |                            | Obergasse 8 LageFlur: 1, Flurstück: 415/1                | |         | 6103 DDB   |
| Obergasse 12               |                            | Obergasse 12 LageFlur: 1, Flurstück: 422/2               | |         | 6105 DDB   |
| weitere Bilder             |                            | Obergasse 19 LageFlur: 1, Flurstück: 383/1               | |         | 6107 DDB   |
| weitere Bilder             |                            | Pfarrgasse 1 LageFlur: 1, Flurstück: 97/2                | |         | 6109 DDB   |